# 남이 복두산성
남이 복두산성(南二 幞頭山城)은 충청북도 청주시 서원구에 있다. 2017년 3월 17일 청주시의 향토유적 제31호로 지정되었다.

## 지정 사유
남이 산막리와 세종시 부강면 문곡리에 걸쳐 있는 삼국시대 산성이다. 내성과 내성을 둘러싼 3곽의 외성으로 이루어졌다.